# مضاد نزف
مضاد النزف (بالإنجليزية: Antihemorrhagic)‏ أو المرقئ (بالإنجليزية: hemostatic agent)‏ هو الدواء (أو المادة) الذي يساعد على الإرقاء أو إيقاف النزف.
مضادات النزف قد توجد على شكل:
- دواء يثبط انحلال الفبرين أو يساعد على تجلط الدم، وتشمل:[1]
  - مضادات انحلال الفبرين
  - عوامل تجلط الدم
  - فبرينوجين
  - فيتامين ك
- أدوية تعمل موضعيا للمساعدة في الإرقاء من خلال تضيق الأوعية وتحفيز تجمع الصفيحات الدموية.